# البهائية في روسيا
بدأ تاريخ الدين البهائي (Вера Бахаи) في روسيا بعد فترة وجيزة من تأسيس الديانة البابية في عام 1844، والتي ينظر إليها البهائيون على أنها السلف المباشر للدين البهائي، مع مراقبة الدبلوماسيين الروس في بلاد قاجار، والتفاعل معهم، وإرسال تحديثات عن البابيين. كانت المرأة التي عُرفت فيما بعد باسم الطاهرة، والتي لعبت دورًا محوريًا في دين الباب، تنتمي إلى عائلة دينية مؤثرة من أذربيجان، التي كانت تحت حكم روسيا آنذاك. قام الدبلوماسيون الروس في وقت لاحق بحماية بهاء الله، مؤسس الديانة البهائية، قبل وبعد نفيه من بلاد فارس. حوالي عام 1884، بدأ الدين ينتشر في الإمبراطورية الروسية , حيث بنى المجتمع البهائي في عشق آباد أول دار عبادة بهائية، وانتخب إحدى المؤسسات الإدارية المحلية البهائية الأولى وأصبح مركزًا للعلم. كما جذبت الديانة البهائية انتباه العديد من العلماء والفنانين الروس. خلال الفترة السوفيتية، تبنت روسيا سياسة سوفييتية في قمع الدين، مما دفع المجتمع البهائي الروسي إلى التخلي عن إدارته وممتلكاته وفقًا لمبدأ الطاعة للحكومة الشرعية، على الرغم من أن البهائيين في جميع أنحاء الاتحاد السوفيتي تم إرسالهم مع ذلك إلى السجون والمعسكرات أو إلى الخارج. قبل تفكك الاتحاد السوفييتي، تمكن البهائيون في العديد من المدن من التجمع والتنظيم مع انتشار البيريسترويكا من موسكو إلى العديد من الجمهوريات السوفييتية. تأسست الجمعية الروحية الوطنية البهائية للاتحادات الروسية في نهاية المطاف في عام 1995. قدرت جمعية أرشيفات بيانات الأديان (بالاعتماد على الموسوعة المسيحية العالمية ) عدد البهائيين في روسيا بنحو 18990 في عام 2005.

## الفترة المبكرة

### الإمبراطورية الروسية
في بداية المرحلة الأولى، كانت للدين روابط قوية مع أذربيجان أثناء الحكم الروسي لأذربيجان في الإمبراطورية الروسية. ومن بين الحقائق الأكثر أهمية هي امرأة من أصل أذربيجاني لعبت دورًا محوريًا في دين الباب، والتي اعتبرها البهائيون السلف المباشر للدين البهائي – والتي أُطلق عليها فيما بعد اسم الطاهرة، على الرغم من أن قصتها ستكون في سياق بلاد فارس. وكانت من ضمن رسائل حي الباب.
في عام 1847، أصبح السفير الروسي في طهران، الأمير ديمتري إيفانوفيتش دولغوروكوف [الإنجليزية]، ودبلوماسيون آخرون على علم بمطالبات الباب، وعندما رأوا البابيين يفرون عبر الحدود، طلبوا نقل الباب، الذي كان مسجونًا في ماكو، إلى مكان آخر؛ كما أدان المجازر التي ارتكبت بحق رجال الدين الإيرانيين.[من؟][إخفاق التحقق] كتب دولغوروكوف بعض المذكرات في وقت لاحق من حياته، ولكن ثبت أن الكثير منها كان مزورًا. لكن رسائله تظهر أنه كان خائفًا من انتشار الحركة إلى القوقاز.
في عام 1852، بعد محاولة اغتيال فاشلة ضد شاه بلاد فارس والتي تم إلقاء اللوم فيها على المجتمع البابي بأكمله، تم القبض على العديد من البابيين، بما في ذلك بهاء الله، الذين لم يكن لهم أي دور في المحاولة وأدانوها بشدة في وقت لاحق، في حملة مداهمات. عندما سجن الشاه بهاء الله، ذهبت عائلته إلى ميرزا ماجد آهى الذي كان متزوجًا من إحدى شقيقات بهاء الله، وكان يعمل سكرتيرًا للبعثة الروسية في طهران. طلبت عائلة بهاء الله من ميرزا ماجد أن يذهب إلى دولغوروكوف ويطلب منه التدخل نيابة عن بهاء الله، ووافق دولغوروكوف، لكن هذه المساعدة كانت قصيرة الأجل، ومن المعروف أن المذكرات تحتوي على العديد من التواريخ المستحيلة. بالإضافة إلى ذلك، رفض بهاءالله النفي إلى روسيا. في كتاب «مرور الله»، يشير شوقي أفندي إلى الحماية التي قدمها السفير الروسي لبهاء الله في مناسبات مختلفة، أولاً بعد محاولة اغتيال ناصر الدين شاه قاجار ومرة أخرى بعد قرار نفي بهاء الله من إيران، معربًا عن «رغبته في وضع بهاء الله تحت حماية حكومته، وعرض تقديم كل التسهيلات اللازمة لنقله إلى روسيا».
ابتداءً من عام 1866، أثناء وجوده في أدرنة، بدأ بهاء الله في كتابة سلسلة من الرسائل إلى حكام العالم، معلنًا مكانته باعتباره الموعود بين جميع الأديان. وطلبت منهم رسائله أيضًا التخلي عن ممتلكاتهم المادية، والعمل معًا لتسوية النزاعات، والسعي نحو تحسين العالم وشعوبه. وكان القيصر ألكسندر الثاني ملك روسيا من بينهم.
«يا قيصر روسيا! أصغِ إلى صوت الله الملك القدوس، وتوجّه إلى الفردوس، حيث يسكن من يحمل في الملأ الأعلى ألقابًا عليا، ويُدعى في ملكوت الخلق باسم الله الفوّاح الجليل. إياك أن يمنعك شيء عن التوجه إلى ربك الرحمن الرحيم.»
في سورة الهيكل، أدرج حضرة بهاء الله لوح ملك روسيا، مشيدًا بالقيصر ألكسندر الثاني ملك روسيا بهذه العبارات: «لما ضاق هذا المظلوم ذرعًا في السجن، بذل وزير الحكومة الموقرة (في روسيا)—أيده الله جل وعلا—قصارى جهده لإخراجي. وقد سُمح لي عدة مرات بإطلاق سراحي. إلا أن بعض علماء المدينة منعوا ذلك. وفي النهاية، نلت حريتي بفضل عناية وجهود معالي الوزير.... وقد مَدَّ لي جلالته الإمبراطور الأعظم —أيده الله جل وعلا—حمايته من أجل الله—وهي حماية أثارت حسد وعداء جهلاء الأرض».
وقد أرسل دبلوماسيون روس نص الرسالة الموجهة من بهاء الله إلى الشاه والتي حملها بديع إلى العلماء الروس، كما وصل كتالوج الأعمال إلى إي جي براون مما أثار اهتمامه. وقد قام عدد قليل من العلماء في سانت بطرسبرغ بمراجعة أنشطة البابي بما في ذلك اعتقال ونفي أحد البابيين إلى سمولينسك.
في حين انتشر الدين البهائي في جميع أنحاء الإمبراطورية الروسية في أواخر القرن التاسع عشر وأوائل القرن العشرين, وجذب انتباه العلماء والفنانين، بنى المجتمع البهائي في عشق آباد أول دار عبادة بهائية، وانتخب واحدة من أولى المؤسسات الإدارية المحلية البهائية وكان مركزًا للعلم.
في أوائل القرن العشرين، شارك المبشرون الأرثوذكس الروس في التحذيرات ضد هذا الدين، مؤكدين أنه ينتهك «مشاعر الولاء تجاه القيصر الأبيض الروسي» وأن قانون البلاد جعل من غير القانوني للروس التحول من المسيحية إلى دين آخر.
هناك العديد من الإشارات إلى ترجمات الأعمال إلى اللغة الروسية في عام 1927 بالإضافة إلى المراسلات مع البهائيين في موسكو وعشق آباد.

#### أوروبا الشرقية
تشكلت مجموعة من البابيين في نخجوان وانتشرت قبل عام 1850 وكان معظمهم من المغتربين الفرس الذين فروا من الاضطهاد في بلاد فارس. تعرضت هذه المجموعة للهجوم من قبل الجيش الروسي بقيادة الجنرال فاسيلي بيبوتوف [الإنجليزية].
منذ عام 1850 فصاعدًا، تأسست مجتمعات صغيرة في أماكن أخرى في أذربيجان. وبعد فترة وجيزة أصبح مجتمع باكو يضم أكبر عدد من المؤمنين في المنطقة، وفي عام 1860 حصل على الاعتراف الرسمي من السلطات. وقد اعترف المجتمع بالمنصب الجديد الذي أعلنه بهاءالله. وبعد فترة وجيزة، كان هناك المزيد من الوعي العام وبعض التأييد من قادة المجتمع الأوسع وفي الوقت نفسه وسعت الجماعة البهائية في باكو اتصالاتها مع المجتمعات البهائية الأخرى في روسيا وتركيا وعشق آباد وقامت بالكثير من العمل في طباعة المواد باللغة التركية. كان العضو الأكثر شهرة في المجتمع مع اقتراب عام 1900 هو موسى ناجييف [الإنجليزية]، أحد أغنى مواطني أذربيجان في ذلك الوقت على الرغم من وجود العديد من الشخصيات العامة قبل وبعد ذلك والذين يبدو أنهم أعجبوا بالدين أو حتى كانوا أعضاء فيه.
وعلى نحو مماثل كانت هناك تطورات في الشمال الخاضع للسيطرة الروسية. في فنلندا، بدأ الاتصال بين المسافرين الإسكندنافيين مع المؤمنين الفرس الأوائل بالدين مما أدى إلى نشر روايات في عام 1869، وكانت الإشارات الأولى إلى بهاء الله في عام 1896 بينما كانت فنلندا جزءًا سياسيًا من الإمبراطورية الروسية. في وأثناء التقسيم الثالث لبولندا، ربما كان أول تقسيم في سبعينيات القرن التاسع عشر عندما كتب الكاتب البولندي واليريان جابلونوفسكي العديد من المقالات التي تغطي تاريخها المبكر في بلاد فارس. وقد نجح هذا التفاعل مع الكاتبة إيزابيلا غرينيفسكايا [الإنجليزية] التي انضمت إلى الدين وكذلك اهتمام ليو تولستوي (انظر أدناه).

#### آسيا الوسطى
بدأت العقيدة البهائية في تركمانستان قبل التقدم الروسي في المنطقة عندما كانت المنطقة تحت نفوذ بلاد فارس. بحلول عام 1887، قامت جماعة من اللاجئين البهائيين الهاربين من العنف الديني في بلاد فارس بتأسيس قرية في عشق آباد. وبعد عدة سنوات—بحلول عام 1894— جعلت روسيا تركمانستان جزءًا من الإمبراطورية الروسية.
في البداية، اعتبر الدبلوماسيون الروس المجتمع الكرواتي مختلفًا عن المجتمع الإسلامي، لكنه كان «مجتمعًا مترابطًا بشكل وثيق من الناس الشرفاء الملتزمين بالقانون، ويذكرنا إلى حد ما بالكنائس المسيحية المبكرة في القرن الأول بعد المسيح».
خلال تلك الفترة الضيقة من الزمن بين عامي 1887 و1894، عقدت قضية في المحكمة بعد اغتيال أحد البهائيين والتي كانت ستبرئ البهائيين لفترة من الزمن. كان البهائيون ممثلين بالميرزا أبو الفضل الگلپايكاني والشيخ محمد علي، كل منهما رسول من رسل بهاء الله، وهما فردان لعبا دورًا حيويًا في تطوير المراحل المبكرة من الدين، وهو دور مماثل لرسل المسيح. عاش جولبايجاني في عشق آباد بشكل متقطع من عام 1889 إلى عام 1894. وبعد فترة قصيرة من انتقاله إلى هناك، وقعت حادثة اغتيال أحد البهائيين هناك، وهو الحاج محمد رضا أصفهاني، وساعد جولبايجاني المجتمع البهائي في الرد على هذا الحدث، وفي وقت لاحق أصبح المتحدث باسم البهائيين في محاكمة القتلة التي بدأها القيصر ألكسندر الثالث من خلال لجنة عسكرية من سانت بطرسبرغ. أدى هذا الحدث إلى استقلال الدين البهائي عن الإسلام سواء بالنسبة للحكومة الروسية أو لشعب عشق آباد. وفي ظل الحماية والحرية التي قدمتها السلطات الروسية، ارتفع عدد البهائيين في المجتمع إلى 4000 (1000 طفل) بحلول عام 1918، ولأول مرة في أي مكان في العالم تم إنشاء مجتمع بهائي حقيقي، مع مستشفياته ومدارسه وورش العمل وصحفه الخاصة، ومقبرة. تم بناء هذا البيت البهائي الأول للعبادة داخل مدينة عشق آباد. بدأ تصميم المبنى في عام 1902، واكتمل البناء في عام 1908 وأشرف عليه وكيل الدولة، وكان عدد سكان المدينة في ذلك الوقت يتراوح بين 44 و50 ألف نسمة.
خلال حياة بهاء الله، تم تأسيس الدين في سمرقند، أوزبكستان، التي كانت آنذاك تحت السيطرة الروسية. أثناء وجوده في سمرقند عام 1892، كتب جولبايكاني كتابًا بعنوان فصل الخطاب ردًا على أسئلة ميرزا حيدر علي التبريزي. وفي سمرقند أيضًا ناقش أحد الواعظين البروتستانت. في عام 1910 انتخبت جماعة البهائيين في سمرقند جمعيتها الأولى بالإضافة إلى وجود مدرسة، وبناء مركز يعقد أربعة اجتماعات في الأسبوع.
في طشقند، توسع مجتمع البهائيين إلى حوالي 1900 عضو، ودعموا مكتبة ومدارس للغة الفارسية والروسية، وتم الإعلان عن اجتماعات كبيرة بإذن من السلطات الحكومية. تضمنت الأدبيات البهائية المنشورة في طشقند العديد من أعمال عبد البهاء، الزعيم التالي للدين.
بعد وفاة جولبايجاني، تم نقل أوراقه، بما في ذلك العديد من الأعمال غير المكتملة، إلى عشق آباد، حيث كان يعيش ابن أخيه؛ ومع ذلك، فقد العديد من هذه الأوراق بعد الثورة الروسية عام 1917.

### المثقفون الروس

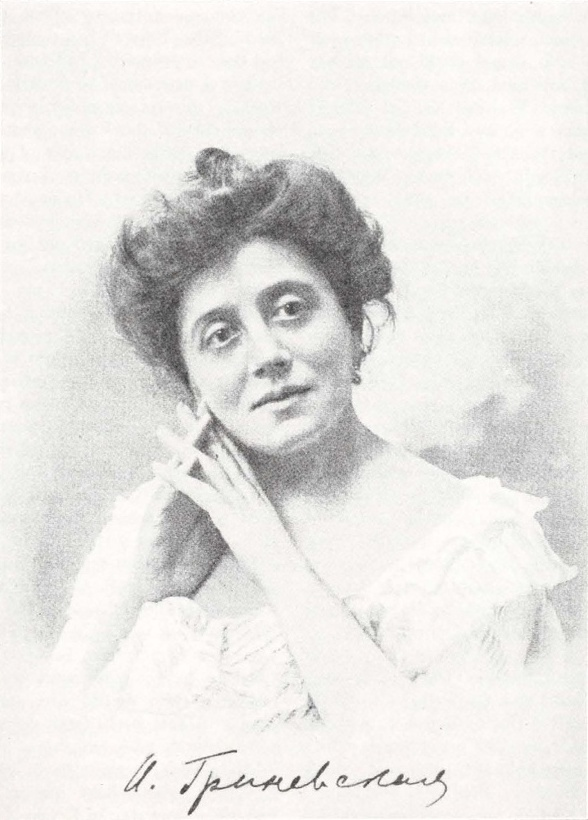
إيزابيلا غرينيفسكايا.

قام حوالي تسعة من المثقفين أو الفنانين الروس بالتحقيق في الدين بدرجات متفاوتة. ومن بين الأكثر شهرة والأقرب إلى الدين ألكسندر تومانسكي، وإيزابيلا غرينيفسكايا ‏، وليو تولستوي. وكانت ليديا زامنهوف [الإنجليزية] أيضًا نشطة في نهاية تلك الفترة وحتى العصر السوفييتي. ومن بين الأشخاص الأقل شهرة ولكن الأكثر أهمية في جمع المواد الأصلية ومن تواريخ سابقة من ستينيات القرن التاسع عشر، جان ألبرت برنارد دورن ونيكولاي فلاديميروفيتش خانيكوف، وكلاهما من سانت بطرسبرغ. وقد جمع أعمالهم معًا ونشرها باللغة الروسية بواسطة فيكتور روزن، كما قام ألكسندر كاسيموفيتش كازيمبيك بتأليف كتاب آخر يتضمن الأعمال التي كتبها بهاء الله.
تمت ترجمة مبكرة لكتاب الأقدس إلى اللغة الروسية بواسطة المستشرق ألكسندر تومانسكي ونشرت في حوالي عام 1899. أصبح صديقًا للبهائيين في عشق آباد أثناء المحاكمة حيث كتب له جولبايجاني أطروحة عن رسالة الإسكندرية كملخص لحياة المؤسس. وفي وقت لاحق أصبح تومانسكي أستاذًا للغة العربية في تفليس.
إيزابيلا غرينيفسكايا كانت الاسم المستعار لأحد البهائيين الروس الأوائل الذين ولدوا في غرودنو. كانت غرودنو في بعض الأحيان جزءًا من بولندا وبيلاروسيا، ولكنها كانت جزءًا من روسيا طوال حياتها. اشتهرت بمسرحية كتبتها بعنوان باب والتي عُرضت في سانت بطرسبرغ عام 1904 ومرة أخرى في عامي 1916/1917، وتُرجمت إلى الفرنسية والتتارية، وكتبت لاحقًا مسرحية بعنوان بهاء الله على الرغم من أنها لم تُعرض على المسرح أبدًا.
كان ليو تولستوي يتراسل بشأن الديانتين البابية والبهائية منذ عام 1894 وحتى وقت قصير قبل وفاته في عام 1910. ومن بين مراسليه، الذين أرسلوا إليه أيضًا ترجمات للكتابات البهائية، بهائيون مثل هيبوليت دريفوس [hippolyte dreyfus-barney]، إيزابيلا غرينيفسكايا، والدكتور يونس خان أفروختيه، وعلي أكبر نخجواني (والد علي يوله نخجواني ). في خريف عام 1902، زار ميرزا عزيز الله تولستوي برسالة شخصية من عبد البهاء وناقش تاريخ وتعليمات الدين خلال فترة الإقامة الجبرية التي أعقبت طرده من الكنيسة الأرثوذكسية. وفي مكان آخر يشير عبد البهاء إلى أن تولستوي كان رجلاً يحب الخير للبشرية، لكنه كان لا يزال منشغلاً بالسياسة والرأي. تقدم أطروحة لويجي ستينداردو «تولستوي والإيمان البهائي» (التي تمت مراجعتها ونشرها لاحقًا باللغة الإنجليزية تحت عنوان «ليو تولستوي والإيمان البهائي») تحليلًا ممتازًا لآراء تولستوي المتغيرة حول الدين. أنهى تولستوي حياته وهو يشعر بأنه من الممكن أن يعتنق هذا الدين، ولكن في الوقت نفسه كانت لديه تحفظات كبيرة فيما يتعلق بالعقيدة البهائية حول ظهور الله، والتي تصر على أن الله لا يمكن معرفته إلا من خلال مظاهره، وأن هذه المظاهر مختلفة في جوهرها عن البشر الآخرين وفوقهم وأنها معصومة من الخطأ. باختصار، على الرغم من عدم قدرته على قبول بعض العقائد البهائية، فقد تمكن تولسوي من التصريح بأن «تعاليم البابيين التي جاءت إلينا من الإسلام قد تطورت تدريجيًا من خلال تعاليم بهاء الله، وهي تقدم لنا الآن أعلى وأنقى أشكال التعاليم الدينية».
ليديا زامنهوف، الابنة الصغرى للودفيج زامنهوف، ولدت عام 1904 في وارسو، التي كانت آنذاك في الإمبراطورية الروسية. كانت من رواد الترويج للغة الإسبرانتو، وفي عام 1925 تقريبًا أصبحت عضوًا في هذا الدين. بفضل جهودها وترجمة كتاب «بهاء الله والعصر الجديد» إلى اللغة الروسية، انضم أول أوكراني إلى الدين في عام 1939.

### فترة الاتحاد السوفيتي
منذ نشأتها، كان للدين دور في التنمية الاجتماعية والاقتصادية بدءًا من منح المزيد من الحرية للنساء، وترويج تعليم الإناث باعتباره أولوية، وقد تم التعبير عن هذه المشاركة عمليًا من خلال إنشاء المدارس والتعاونيات الزراعية والعيادات. ودخل الدين مرحلة جديدة من النشاط عندما صدرت رسالة بيت العدل الأعظم بتاريخ 20 أكتوبر 1983. وحث البهائيين على البحث عن طرق متوافقة مع التعاليم البهائية، والتي يمكنهم من خلالها المشاركة في التنمية الاجتماعية والاقتصادية للمجتمعات التي يعيشون فيها. في عام 1979 كان هناك 129 مشروعًا بهائيًا للتنمية الاجتماعية والاقتصادية معترفًا بها رسميًا في جميع أنحاء العالم. وبحلول عام 1987، ارتفع عدد مشاريع التنمية المعترف بها رسميا إلى 1482 مشروعا. ومع ذلك، لم يتمكن البهائيون من تقديم الخدمات القائمة على تعاليمهم إلا في الفترة القصيرة التي سبقت ثلاثينيات القرن العشرين في الاتحاد السوفييتي. بعد ذلك، تبنت الدول الأعضاء في الاتحاد السوفييتي سياسة الاتحاد السوفييتي في قمع الدين، لذلك، التزم البهائيون بشكل صارم بمبدأ طاعتهم للحكومة الشرعية، وتخلوا عن إدارتها وممتلكاتها. على سبيل المثال، في عام 1924، كان لدى البهائيين في تركستان مدارس ولجنة خاصة لتقدم المرأة. وقد تلاشت كل هذه التطورات في مواجهة التقدم في السياسات المتعلقة بالدين في الحقبة السوفييتية.
في عام 1922، بدأ البهائي المبكر ويليسلي تيودور بول ارتباطًا طويل الأمد بمشروع يهدف إلى تخفيف القمع الذي فرضه البلاشفة على رجال الدين في روسيا.
علي أكبر فوروتان، من مواليد عام 1905، انتقل مع عائلته إلى عشق آباد في ما كان يُعرف آنذاك بتركستان الروسية، وخلال سنوات دراسته في المدرسة والجامعة، لعب دورًا نشطًا في عمل المجتمعات البهائية في عشق آباد، وباكو، وموسكو، وأجزاء أخرى من روسيا. تلقى تعليمه الثانوي في عشق آباد وتخرج لاحقًا من جامعة موسكو بدرجة في علم النفس وتعليم الطفل. في عام 1930 طُرد من الاتحاد السوفييتي أثناء الاضطهاد الستاليني للدين، ومنذ ذلك الوقت، لعب دورًا متزايد الأهمية في عمل وإدارة المجتمع البهائي الإيراني. وقد تم تسجيل قصص أخرى عن الاعتقالات والترحيل القسري في وقت مبكر من شهر مارس. ومع ذلك، قام رئيس الدين شخصيًا بتغطية تكاليف ترجمة الكلمات المخفية إلى اللغة الروسية في عام 1933.
بدأت الأحكام ضد الدين عام 1922، وكانت عامة. ثم في عام 1926، اعتُقل البهائيون في موسكو، وصودرت مطبوعاتهم، وحُوكم بعض منازلهم. كما صدرت منشورات شيوعية مناهضة للبهائية، ونُشرت مقالات موسوعية في عامي 1930 و1933، كرد فعل جزئي على نجاح الدين في الوصول إلى من رفضهم الإسلام والشيوعية.
حصلت الملكة ماري ملكة رومانيا على بروش من أقاربها الملكيين في روسيا في العقود السابقة. حوالي عام 1926 انضمت إلى الدين وأعطت هذه الدبوس إلى مارثا روت التي أرسلتها بدورها كهدية إلى أول بيت عبادة بهائي في الغرب حيث تم بيعها لجمع الأموال لبناء ويلارد هاتش. في عام 1931 أخذه معه عندما ذهب إلى الحج البهائي حيث تم وضعه في أرشيفات الدين بموافقة شوقي أفندي.
في عام 1938 ظهرت «اتهامات وحشية» تتهم البهائيين بأنهم «مرتبطون ارتباطًا وثيقًا بزعماء العصابات التروتسكية—البخارية والطاشناقية—المساواتية». وفي أعقاب هذه الاعتقالات العديدة والقمع الذي تعرضت له الدين، تم إرسال البهائيين في جميع أنحاء الاتحاد السوفييتي إلى السجون والمعسكرات أو إرسالهم إلى الخارج. توقفت المجتمعات البهائية عن الوجود في 38 مدينة في جميع أنحاء الأراضي السوفيتية. وفي طشقند، تم استجواب البهائيين وسجنهم. حُكم على آقا حبيب الله باقروف من طشقند بالسجن لمدة عشر سنوات «في جوار بحر الشمال والغابات القطبية». وأُرسل العديد منهم إلى بافلودار في شمال كازاخستان. (انظر الإيمان البهائي في كازاخستان.)
بحلول عام 1946، استمرت مجتمعات عشق آباد وسمرقند وطشقند فقط في جميع أنحاء تركستان. تمكن البهائيون من العودة إلى بلدان مختلفة من الكتلة الشرقية خلال الخمسينيات من القرن العشرين، وفقًا لخطة وضعها رئيس الدين في ذلك الوقت، شوقي أفندي. ولكن بحلول عام 1956 كان هناك ذكر غامض لمجتمع عامل من البهائيين في أوزبكستان. في عام 1955، مُنع وفد من الصحفيين الروس من زيارة دار العبادة البهائية في أمريكا الشمالية. تحدت رسالة رئيس الدين عام 1957 البهائيين لإيجاد طريقة ليكون لديهم بهائي واحد في كل جمهورية سوفييتية في القارة الأوروبية: إستونيا، ولاتفيا، وليتوانيا، وروسيا البيضاء، ومولدوفا، وأوكرانيا.

في عام 1962، كتب والتر كولارز [الإنجليزية] في كتابه «الدين في الاتحاد السوفييتي»: 
«الإسلام... يُهاجمه الشيوعيون لأنه «رجعي»، ويشجع على ضيق الأفق القومي، ويعرقل تعليم المرأة وتحررها. أما البهائية، فقد أثارت استياء الشيوعيين لأسباب معاكسة تمامًا. فهي تُشكل خطرًا على الشيوعية بسبب اتساع أفقها، وتسامحها، ورؤيتها الدولية، واهتمامها بتعليم المرأة، وإصرارها على المساواة بين الجنسين. كل هذا يتناقض مع الأطروحة الشيوعية حول تخلف جميع الأديان.»
تم إدراج زوج من المجتمعات الصغيرة في عام 1963—طشقند وبهائي معزول في فرغانة. ثم اعترف بيت العدل الأعظم، رئيس الدين منذ عام 1963، بوجود صغير للبهائيين في جميع أنحاء الاتحاد السوفييتي، حيث بلغ عددهم حوالي 200 بهائي.
في عام 1973، قام اثنان من المساعدين وزوجتيهما من الوفد الروسي إلى بنما بجولة قصيرة في دار العبادة التي بنيت هناك. هناك تقارير عن اعتقالات متفرقة ومقابلات في عشق آباد من قبل المخابرات السوفيتية حتى عام 1982. ومع ذلك، في نوفمبر 1987، قام السكرتير الثاني في السفارة الروسية لدى الهند بمرافقة السفير السوفييتي إلى معبد اللوتس البهائي، وفي وقت لاحق قامت مجموعة من 120 فنانًا من مسرح البولشوي الروسي بزيارة المعبد أيضًا. وقد تمكنت دار النشر البهائية الألمانية من الحصول على جناح في معرض الكتاب الدولي السادس في موسكو. قام الدبلوماسيون الروس في الهند وكذلك راقصو الباليه بزيارة دار العبادة الهندية مرة أخرى في عام 1988 وهذه المرة في عام 1989 بما في ذلك قادة الكنيسة الأرثوذكسية وشخصيات السينما والشعراء والمثقفين. وفي عام 1989 أيضًا، شارك ستة وعشرون بهائيًا من فنلندا في «مهرجان السلام والبيئة» في مورمانسك.

## إعادة التنمية
ومع اقتراب البيريسترويكا، بدأ البهائيون في تنظيم أنفسهم والتواصل مع بعضهم البعض.
قبل حل الاتحاد السوفييتي، كان البهائيون قادرين على التجمع والتنظيم في العديد من المدن. كانت الجماعة البهائية في عشق آباد أول من أعاد تشكيل جمعيتها الروحية المحلية في عام 1987 تقريبًا، وضاعفت أعدادها من عام 1989 إلى عام 1991، وسجلت بنجاح لدى حكومة مدينة عشق آباد. منذ عام 1988 أصبح البهائيون في موسكو ثم في باكو نشطين (انظر أيضًا الإيمان البهائي في أوكرانيا ). سعى البهائيون في أذربيجان إلى الحصول على الاعتراف من وزارة الدولة للأديان في أذربيجان. وبحلول نهاية عام 1990، وبعد مرور ما يقرب من خمسين عاماً، أقيمت انتخابات الجمعية الروحية للبهائيين في باكو، وتلتها مجتمعات أخرى قبل عام 1992.
وفي هذه الفترة القصيرة تمكن علي أكبر فوروتان من العودة في عام 1990 كضيف شرف في انتخاب الجمعية الروحية الوطنية للبهائيين في الاتحاد السوفييتي. استمرارًا لشعبية دار العبادة البهائية الهندية، زارها أفراد من مدن متعددة في روسيا والجمهوريات السوفييتية السابقة، بالإضافة إلى مجموعات من الباحثين والمراسلين وعائلاتهم في شتاء عام 1989 وربيع عام 1990.
ومع ذلك، ومع ترسيخ الدول لنفسها، بدأت في وضع قوانين تنظم الأديان إلى درجة إلغاء تأسيس جميع المجتمعات البهائية. في عام 1995 في تركمانستان، كان مطلوبًا من 500 مواطن بالغ من أتباع الديانات في كل منطقة من أجل تسجيل مجتمع ديني. وبالتالي بحلول عام 1997، لم يتم تسجيل البهائيين من قبل الحكومة إلى جانب العديد من المجتمعات الدينية الأخرى، وأكثر من مجرد عدم قدرتهم على تشكيل مؤسسات إدارية، وامتلاك الممتلكات مثل المعابد، ونشر الأدبيات، وأداء العمل العلمي ومشاريع خدمة المجتمع—فإن عضويتهم في الدين ببساطة غير معترف بها، ويعتبر الدين محظورًا، وتتم مداهمة المنازل بحثًا عن الأدب البهائي. اعتبارًا من عام 2007، وفي ظل هذه الظروف القاسية، لا يزال المجتمع البهائي في تركمانستان غير قادر على الوصول إلى العدد المطلوب من المؤمنين البالغين للاعتراف به من قبل الحكومة كدين.
في عام 1992، اعتمد برلمان أذربيجان قانون الحرية الدينية وحصل البهائيون على فرصة لتسجيل مجتمعاتهم رسميًا وتم انتخاب الجمعية الروحية الوطنية للبهائيين في أذربيجان، والتي تم حلها فعليًا منذ عام 1938. في عام 1993، أعطى مجلس إدارة وزارة العدل في جمهورية أذربيجان الإذن الرسمي لعمل الجماعة البهائية في باكو.
يسعى البهائيون في باكو إلى استعادة الممتلكات التي تمت مصادرتها خلال الحقبة السوفيتية—وخاصة المنزل الذي كان بمثابة المركز البهائي.
وفي حالة روسيا نفسها كان الوضع مماثلا. من عام 1990 إلى عام 1997، كان البهائيون يعملون بحرية إلى حد ما، حيث ارتفع عددهم إلى 20 مجموعة من البهائيين المسجلين لدى الحكومة الفيدرالية، ولكن قانون حرية الضمير والجمعيات الدينية [الإنجليزية] الذي صدر في عام 1997 يُنظر إليه عمومًا على أنه غير ودي للأديان الأقلية على الرغم من أنه لم يجمد المزيد من التسجيلات.

## المجتمع الحديث
ونتيجة للوتيرة السريعة لحل الاتحاد السوفييتي بالتزامن مع الحريات الدينية التي تحققت في البداية، تشكلت وتطورت الجمعيات المحلية والإقليمية والوطنية بالتوازي. تم انتخاب أول جمعية روحية محلية في موسكو في عام 1990، تلا ذلك مدرسة بهائية صيفية حضرها حوالي 60 بهائيًا من مختلف أنحاء المنطقة، وتبع ذلك حفل موسيقي عام. تم انتخاب الجمعية الروحية الوطنية (NSA) للاتحاد السوفييتي في عام 1991 والتي أصبحت في عام 1992 الجمعية الروحية الوطنية لروسيا وجورجيا وأرمينيا، ثم في عام 1995 أصبحت الجمعية الروحية الوطنية للاتحاد الروسي، وفي نفس الفترة شكلت جمهوريات سوفييتية مختلفة الجمعيات الروحية الوطنية الخاصة بها من عام 1992 حتى عام 1994.
في أواخر صيف عام 1992، جاء أعضاء مشروع ماريون جاك التعليمي، الذين كانوا يعملون في الغالب داخل روسيا في ذلك الوقت، إلى منغوليا للمشاركة في جهد منسق لمشاركة الدين مع مجموعة أوسع من المنغوليين.
كانت أولان باتور مكان التجمع لأكثر من 1800 بهائي من منغوليا وروسيا في عام 2008.
بعد أن أبدت ليودميلا سانت أونجي (لودا) اهتمامها بالدين خلال وجودها في أمريكا، ذكرت أنها في طريقها إلى روسيا. شجعها ذلك على البحث عن البهائيين في موسكو، وانضمت رسميًا إلى الدين في روسيا. استغرقت رحلة لودا إلى روسيا وقتًا أطول بكثير مما توقعت، حيث قررت تقديم مشروعها الجديد في مجال سكرابوكينغ إلى روسيا، وقد لاقى هذا المشروع نجاحًا باهرًا. عادت إلى نيو هامبشاير في يوليو/تموز 2010، وأبلغت البهائيين المحليين بانضمامها إلى الدين، وأنها متشوقة للعودة.
فيروز كاظم زاده هو باحث بارز في التاريخ الروسي، ولد في موسكو، وهو بهائي نشط في الولايات المتحدة. وقد نشر العديد من الأعمال حول التاريخ الروسي.
تقدر جمعية أرشيفات بيانات الأديان (بالاعتماد على الموسوعة المسيحية العالمية ) عدد البهائيين بحوالي 18990 في عام 2005.

### الاتهامات الفارسية المرتبطة بالجالية في روسيا
وقد قامت كل من الحكومتين السوفييتية والإيرانية بتلفيق اتهامات ضد الدين كذريعة لمواصلة القمع العنيف للدين. في قضية السوفييت في عام 1938، وُجِّهت «اتهامات وحشية» إلى البهائيين بأنهم «مرتبطون ارتباطًا وثيقًا بزعماء العصابات التروتسكية—البخارية والطاشناقية—المساواتية». وفي أعقاب هذه الاعتقالات العديدة والقمع الذي تعرضت له الدين، تم إرسال البهائيين في جميع أنحاء الاتحاد السوفييتي إلى السجون والمعسكرات أو إرسالهم إلى الخارج. توقفت المجتمعات البهائية عن الوجود في 38 مدينة في مختلف أنحاء الأراضي السوفييتية.
وفي حالة إيران الحديثة، استخدمت تاريخ الصراع بين إيران وروسيا كظرف لإدانة البهائيين. خلال القرن التاسع عشر، كانت روسيا تتوسع جنوبًا وشرقًا في آسيا الوسطى باتجاه الهند حيث كانت بريطانيا تمتلك السلطة في ذلك الوقت. وقد بدأ بعد ذلك التنافس بين بريطانيا وروسيا على السيطرة الإقليمية والسياسية في آسيا الوسطى. كانت المنطقة الوسطى من الأرض هي المكان الذي عملت فيه كل من روسيا وبريطانيا على اكتساب النفوذ. إن الصراعات في المنطقة تؤدي إلى العداء الفارسي تجاه القوتين الأجنبيتين. ربط رجال الدين المسلمون وغيرهم من الجماعات المناهضة للبهائية بين الدين البهائي، وسابقته الحركة البابية، والحكومات الخارجية لبريطانيا وروسيا لإسقاط عدم ثقة هاتين المجموعتين الأخيرتين على البهائيين.
بالإضافة إلى الاضطهاد الذي تمارسه الحكومة ورجال الدين ضد البهائيين، زعم مسؤولون حكوميون إيرانيون وآخرون أن البهائيين كانوا على صلة بقوى أجنبية، وكانوا عملاء للإمبريالية الروسية وأكثر من ذلك. وقد تم التشكيك في هذه الاتهامات الموجهة للبهائيين، ووصفها بأنها مفاهيم خاطئة، ليس لها أساس في الحقائق التاريخية. علّم بهاء الله، مؤسس الديانة البهائية، أن البهائيين يجب أن يكونوا مخلصين لحكومتهم، وألا يتدخلوا في السياسة، وأن يطيعوا قوانين البلد الذي يقيمون فيه.
إن أساس الكثير من الدعاية التي تربط بين الدين البهائي والنفوذ الروسي هو مذكرات منسوبة إلى ديمتري إيفانوفيتش دولغوروكوف [الإنجليزية] الذي كان السفير الروسي في بلاد فارس من عام 1846 إلى عام 1854. تذكر المذكرات أن دولغوروكوف أنشأ الديانتين البابية والبهائية بهدف إضعاف إيران والإسلام الشيعي. نُشرت المذكرات لأول مرة عام 1943 باللغة الفارسية في مشهد، ثم نُشرت مرة أخرى بعد فترة وجيزة في طهران مع تصحيح بعض الأخطاء الصارخة. ومع ذلك، لا يزال الكتاب يحتوي على العديد من الأخطاء التاريخية التي لا يمكن تصورها بأنه أصلي.
وعلى الرغم من كل المساعدة التي ربما جاءت من الدبلوماسيين الروس، فإنهم لم يتدخلوا، ولم يعبروا عن معارضتهم، عندما قُتل الآلاف من البهائيين في وقت لاحق حتى عندما فعل الأوروبيون الآخرون ذلك. بالإضافة إلى ذلك، رفض بهاءالله المنفى في روسيا.

## للقراءة الإضافية
- "Persecutions under the Soviet Régime," in The Baháʼí World: A Biennial International Record, vol. 3, 1928-1930, 34-43, covers the destruction of the Soviet Baháʼí community under Stalin.
- "The Rise of the Bahaʼi Community in ʻIshqabad", by Anthony A. Lee, Baháʼí Studies, vol. 5 (Jan 1979).
- "Notes on the Bábí and Baháʼí Religions in Russia and its Territories", by Graham Hassall, Journal of Baháʼí Studies, 5.3 (Sept.-Dec. 1993)
- Baháʼí ويليام إس. هاتشر proposes that the pursuit of and avoidance of authenticity has produced extremes in Russian and American cultures and that the Baháʼí Faith is a system of the application of virtues which will allow humanity to pursue authenticity towards its best end.Love, Power, and Justice, by William S. Hatcher, Sixteenth Hasan M. Balyuzi Memorial Lecture, Journal of Baháʼí Studies Vol. 9, number 3 (1994)
- ʻAlízád، Asadu'lláh (1999). trans. M'ani، Baharieh Rouhani (المحرر). Years of Silence: Baháʼís in the USSR 1938–1946;The Memoirs of Asadu'llah ʻAlízád. Baha'i Heritage. George Ronald. ISBN:0-85398-435-2. مؤرشف من الأصل في 2017-05-23.
- Soli Shahvar؛ Boris Morozov؛ Gad Gilbar (30 نوفمبر 2011). Bahaʼis of Iran, Transcaspia and the Caucasus, The Volume 1: Letters of Russian Officers and Officials. I.B.Tauris. ISBN:978-0-85772-068-9. مؤرشف من الأصل في 2016-12-22.

## وصلات خارجية
- الجمعية الروحية الوطنية للبهائيين في روسيا
  - الجماعة البهائية في شمال موسكو
  - دراسات روحي باللغة الروسية
    - محاضرات ولقاءات صوتية بهائية
- الجمعية الروحية للبهائيين في بيلاروسيا
  -     - Baha'i-Library.com القسم الروسي